# جایزه بزرگ بریتانیا ۱۹۶۸
جایزه بزرگ بریتانیا ۱۹۶۸ (انگلیسی: ‎1968 British Grand Prix‎) یک مسابقهٔ موتوری در رشتهٔ اتومبیل‌رانی فرمول یک بود که در تاریخ ۲۰ ژوئیهٔ ۱۹۶۸ در برندز هچ واقع در کنت، انگلستان برگزار شد. این گراند پری در میان ۱۲ گراند پری در فصل ۱۹۶۸، مسابقهٔ شمارهٔ ۷ بود.
در این مسابقه که در ۸۰ دور و به مسافت ۳۴۱٫۲۰۰ کیلومتر (۲۱۲٫۰۱۲ مایل) برگزار شد، پول پوزیشن توسط گراهام هیل کسب شد و سریع‌ترین زمان برای طی یک دور پیست که برابر با ۱:۲۹٫۷ بود نیز توسط جو سیفرت به ثبت رسید.
جو سیفرت از تیم لوتوس-فورد، کریس ایمون از تیم فراری و ژاکی ایکس از تیم فراری به‌ترتیب مقام‌های اول تا سوم مسابقه را کسب کردند.

## رده‌بندی قهرمانی پس از مسابقه
|       | جایگاه | راننده       | امتیاز |
| ----- | ------ | ------------ | ------ |
|       | ۱      | گراهام هیل   | ۲۴     |
|       | ۲      | ژاکی ایکس    | ۲۰     |
|       | ۳      | جکی استوارت  | ۱۷     |
|       | ۴      | دنی هیولم    | ۱۵     |
|       | ۵      | پدرو رودریگز | ۱۰     |
| منبع: |        |              |        |

|       | جایگاه | سازنده      | امتیاز |
| ----- | ------ | ----------- | ------ |
|       | ۱      | لوتوس-فورد  | ۳۸     |
| ۱     | ۲      | فراری       | ۲۵     |
| ۱     | ۳      | مک‌لارن-فورد | ۲۲     |
|       | ۴      | ماترا-فورد  | ۲۰     |
|       | ۵      | بی‌آرام      | ۱۷     |
| منبع: |        |             |        |

یادداشت
- تنها پنج جایگاه نخست از هر رده‌بندی نمایش داده شده‌است.